# Toyoaki Nishida
Toyoaki Nishida (japanisch 西田 豊明 Nishida Toyoaki; * 1954) ist ein Japanischer Ingenieur und Hochschullehrer.

## Ausbildung
Nishida studierte an der Universität Kyōto Ingenieurwissenschaften. Er machte dort 1977 seinen Bachelor und 1979 seinen Master und promovierte 1984.

## Beruf
Seit 2004 ist Nishida Professor in der Abteilung Technologie und Intelligenztheorie des Postgradualen Studiums für Informatik an der Universität Kyōto. Er leitet das Team für Kommunikation mit Hilfe Künstlicher Intelligenz (Human-AI communication, HAIC) am RIKEN-Zentrum, Projekt für fortgeschrittene Intelligenz (Advanced Intelligence Project, AIP).

## Forschungsinteressen
Nishida gehörte zu 2003 zu den Begründern der Gesprächs-Informatik (conversational informatics). Er forscht auf dem Gebiet der Mensch-Computer-Interaktion, der intelligenten Systeme, des maschinellen Lernens, der KI-gestützten Simulation von Gesprächspartnern, der Emotionserkennung, der virtuellen Gefährten, der intelligenten virtuellen Agenten, der Chatbots. Er beschäftigt sich mit der Entwicklung von Spielzeugrobotern und anderen Robotern mit gesellschaftlichen Interaktionen und schreibt Bücher zu diesen Themen.

## Mitgliedschaften, Engagement
Von 2010 bis 2011 war Nishida Vorsitzender der Japanischen Gesellschaft für Künstliche Intelligenz. Von 2014 bis 2016 war er Supervisor bei der Japan Science and Technology Agency (JST) auf dem Gebiet der Schaffung einer menschlich-harmonisierten Informationstechnologie im Bereich der Geselligkeit. Außerdem gehört er zur Redaktion des AI&Society-Journals und ist Mitglied des Science Council of Japan.

## Bücher (Auswahl)
- Toyoaki Nishida: Human-Harmonized Information Technology, Volume 2: Horizontal Expansion, Springer, 2017, ISBN 978-4-431-56533-8
- Toyoaki Nishida: Human-Harmonized Information Technology, Volume 1: Vertical Impact, Springer, 2016, ISBN 978-4-431-55865-1
- Yasser Mohammad, Toyoaki Nishida: Data Mining for Social Robotics: Toward Autonomously Social Robots, Springer, 2016, ISBN 978-3-319-25230-8
- Toyoaki Nishida, Atsushi Nakazawa, Yoshimasa Ohmoto, Yasser Mohammad: Conversational Informatics: A Data-Intensive Approach with Emphasis on Nonverbal Communication, Springer, 2014, ISBN 978-4-431-55039-6
- Toyoaki Nishida, Colette Faucher: Modelling Machine Emotions for Realizing Intelligence: Foundations and Applications, Springer, 2010, ISBN 978-3-642-12603-1
- Rajiv Khosla, Nadia Bianchi-Berthouze, Toyoaki Nishida: Context-aware Emotion-based Multi-agent Systems, Springer, 2010, ISBN 978-1-84628-370-3
- Toyoaki Nishida: Conversational Informatics: An Engineering Approach, Wiley, 2007, ISBN 978-0-470-02699-1
- Yukio Ohsawa, Syrusaku Tsumoto, Toyoaki Nishida, Takao Terano, Takashi Washio: New Frontiers in Artificial Intelligence: Joint JSAI 2001 Workshop Post-Proceedings, Springer, 2001, ISBN 978-3-540-43070-4
- Toyoaki Nishida: Dynamic Knowledge Interaction, CRC Press Inc, 2000, ISBN 978-0-8493-0113-1
- Shuji Doshita, Koichi Furukawa, Klaus Peter Jantke, Toyoaki Nishida (Hrsg.): Algorithmic Learning Theory, Third Workshop, ALT '92, Tokyo, Japan, October 20-22, 1992, Proceedings. Springer Berlin/ Heidelberg/ New York 1993, ISBN 3-540-57369-0. (online)